# 斯塔德尼齊亞 (捷季耶夫區)
49°14′36″N 29°44′49″E / 49.24333°N 29.74694°E

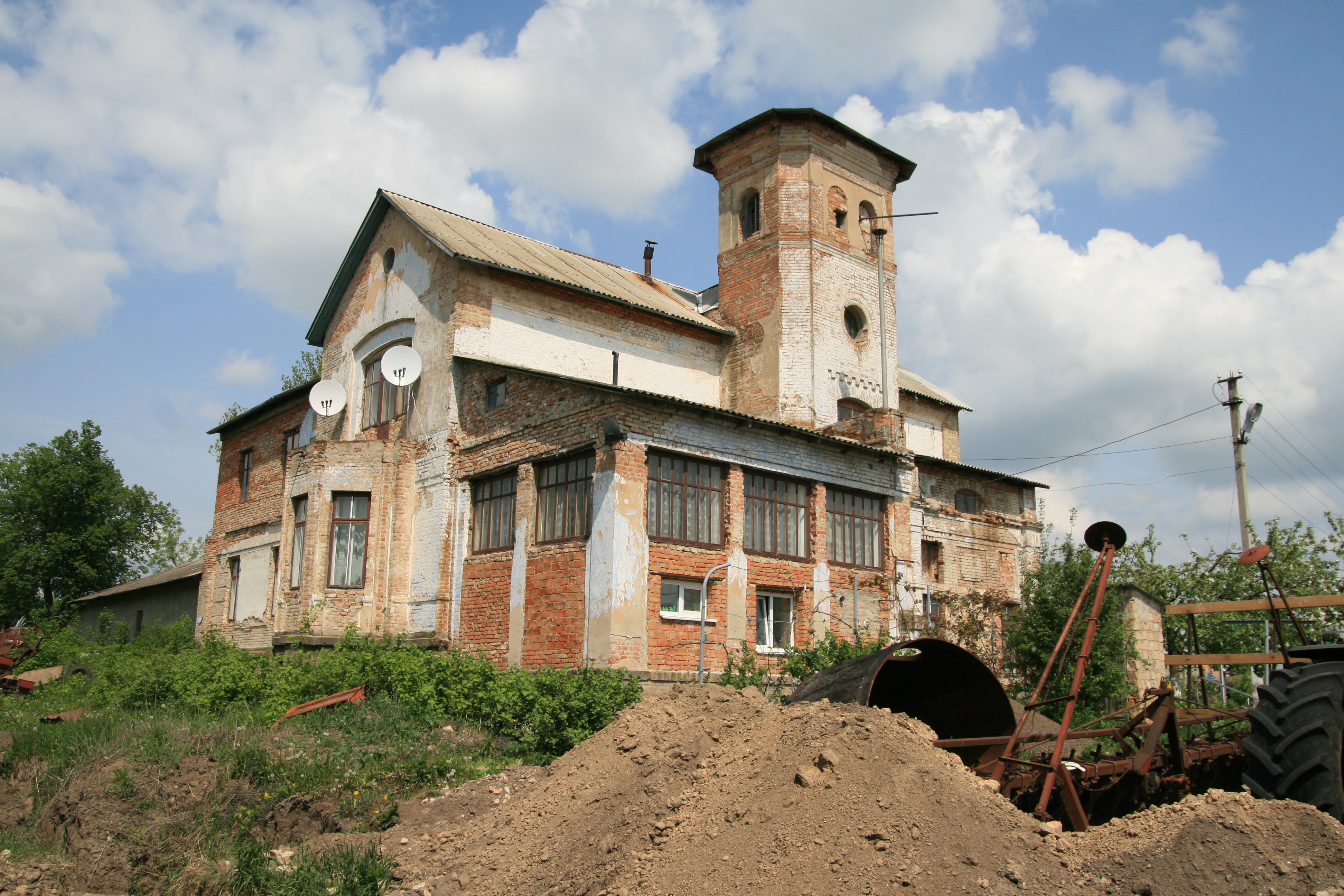

斯塔德尼齊亞（烏克蘭語：Стадниця）是位於烏克蘭北部的村莊，由基辅州白采爾克瓦區的泰蒂伊夫市鎮負責管轄。該村始建於1600年，面積3.88平方公里，海拔高度220米，2001年人口829，人口密度每平方公里213.6人。